# Graphis pavoniana
Graphis pavoniana är en lavart som beskrevs av Fée. Graphis pavoniana ingår i släktet Graphis och familjen Graphidaceae.   Inga underarter finns listade i Catalogue of Life.